# Nicola Abbagnano

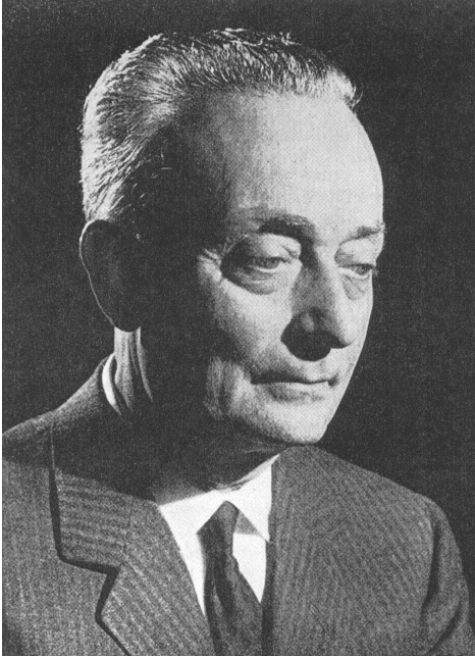
Nicola Abbagnano

Nicola Abbagnano (Salerno, 15 juli 1901 – 9 september 1990) was een Italiaans filosoof.

## Biografie
Nicoal Abbagnano was de eerste zoon van een middenklasse familie. Zijn vader was een lokale advocaat. Abbagnano studeerde in Napels en kreeg in november 1922 zijn diploma filosofie. Zijn proefschrift werd tevens het onderwerp van zijn eerste boek; Le sorgenti irrazionali del pensiero (1923). Zijn mentor was Antonio Aliotta.
Tot 1936 was Abbagnano professor filosofie en pedagogie aan het Istituto di Magistero Suor Orsola Benincasa. Van 1936 tot 1976 was hij professor in filosofische geschiedenis aan de faculteit letteren en filosofie van de Universiteit van Turijn.
Meteen na de Tweede Wereldoorlog hielp hij met de oprichting van het Centro di studi metodologici in Turijn. Samen met zijn leerling, Franco Ferrarotti, richtte Abbagnano in 1950 het Quaderni di sociologia op. In 1964 begon hij met zijn bijdragen aan de Turijnse krant La Stampa. In 1972 verhuisde hij naar Milaan, alwaar hij ging schrijven voor Indro Montanelli's Giornale. In Milaan was hij namens de Liberale partij kanselier voor cultuur.
Abbagnano stierf op 9 september 1990. Hij ligt begraven op het kerkhof van Santa Margherita Ligure.

## Werk
Abbagnano's eerste theoretische werk komt onder andere terug in Le sorgenti irrazionali del pensiero (1923), Il problema dell'arte (1925), La fisica nuova (1934) en Il principio della metafisica (1936). Al deze werken tonen invloeden van de leer van Aliotta, die Abbagnano’s interesse in methodologische problemen van de wetenschap aanmoedigde.
Na te zijn verhuisd naar Turijn, richtte Abbagnano zich op het bestuderen van existentialisme; een stroming die bij het overgrote deel van de Italiaanse filosofen in die tijd populair was. Hij formuleerde zijn eigen versie van het existentialisme in zijn boek La struttura dell'esistenza (1939), dat werd opgevolgd door zijn Introduzione all'esistenzialismo (1942) en een collectie essays die gezamenlijk werden uitgebracht als Filosofia religione scienza (1947). In 1943 speelde Abbagnano een belangrijke rol in het debat over existentialisme dat werd gepubliceerd in Primato.
In de eerste jaren na de oorlog, verlegde Abbagnano zijn interesse naar het Amerikaanse pragmatisme. Gecombineerd met wat hij van het existentialisme had geleerd, zag Abbagnano de mogelijkheid voor een nieuwe filosofische stroming die hij een "nieuwe verlichting" noemde. Van 1952 tot 1960 inspireerde hij een groep geleerden voor het vormen van deze "nieuwe verlichting", en organiseerde hij een reeks conferenties voor filosofen. Tijdens deze periode werden zijn essays verzameld in Possibilità e libertà (1956) en Problemi di sociologia (1959).
Abbagnano publiceerde in zijn leven ook veel historische monografieën, waaronder Il nuovo idealismo inglese e americano (1927), La filosofia di E. Meyerson e la logica dell'identità (1929), Guglielmo d'Ockham (1933), La nozione del tempo secondo Aristotele (1933) en Bernardino Telesio (1941). Zijn grootste historiografische werk is terug te vinden in de Storia della filosofia, gepubliceerd door UTET (1946–1950).
Zijn werk in de laatste jaren van zijn leven bestaat vooral uit een reeks artikelen uit La Stampa en Giornale. Zijn laatste boek, dat hij een paar maanden voor zijn dood schreef, was de autobiografie Ricordi di un filosofo (1990).